# Magnus II de Mecklemburgo
Magnus II, duque de Mecklemburgo-Schwerin y Güstrow (1441 - 20 de noviembre de 1503) fue duque de Mecklemburgo-Schwerin desde 1477 hasta su muerte.

## Biografía
Era el hijo de Enrique IV, duque de Mecklemburgo-Schwerin, y Dorotea de Brandeburgo, hija del Elector Federico I de Brandeburgo. El duque Enrique IV había vuelto a unir las tierras de Mecklemburgo bajo su gobierno a través de su herencia de los antiguos señoríos de Werle y Stargard en 1436 y 1471, respectivamente. Cerca del final de su vida, Enrique IV dedicó más y más tiempo al lujo hedonista, mientras Magnus y sus hermanos Alberto y Juan asumió una parte más activa en los asuntos de gobierno. Juan murió en 1474 dejando una viuda, Sofía de Pomerania-Stettin, hija de Erico II de Pomerania, con quien se casó el propio Magnus el 29 de mayo de 1478.
Después de que Enrique muriera en 1477, Magnus gobernó el ducado junto con Alberto. Después de que Alberto muriese en 1483, Magnus gobernó en solitario, como su hermano más joven, Baltasar no se preocupó en absoluto sobre el gobierno. Magnus reinó hasta su muerte en 1503, cuando fue sucedido por sus hijos Enrique V, Erico II y Alberto VII, quien al principio gobernó conjuntamente hasta que ellos dividieron sus tierras en los ducados de Mecklemburgo-Schwerin y Mecklemburgo-Güstrow en 1520.
La deuda del ducado se incrementó excesivamente debido a la lujosa vida cortesana de Enrique IV. Magnus buscó reducir la deuda. Hizo recortes en la casa real en todos los sentidos, y empeñó bienes y galas. Intentó restaurar las malas finanzas a través de la introducción de Beden extraordinarios (de Baja Sajonia Beden: bienes a entregar a la mansión por los siervos). Esto causó tensiones con las ciudades hanseáticas de Rostock y Wismar que estaban intentando de lograr una posición independiente.
En 1487 una rebelión estalló en Rostock que es conocida como el "feudo de la catedral de Rostock" (en alemán: Rostock Domfehde).  El detonante fue el establecimiento de una colegiata (habitualmente conocida como Dom) como la iglesia de Santiago (Jacobikirche).  Con esta acción, Magnus II quería asegurar la financiación de la universidad y su posición del poder dentro de la ciudad. El 12 de enero de 1487, el día que la iglesia iba a ser consagrada, el provoste Thomas Rode fue asesinado en la calle. Dignatarios presentes para la consagración tuvieron que huir a la ciudad.  Magnus temió por su propia vida cuando su séquito fue atacado. Su vida fue salvada por un guardaespaldas quien se arrojó a sí mismo sobre Magnus dentro del lío. La rebelión duró hasta 1491. Al final, el líder rebelde Hans Runge y otros tres insurgentes fueron ejecutados y la ciudad tuvo que reconocer el capítulo de la catedral, pagó una sustanciosa multa y confirmó todos los privilegios del duque. La excomunión y el interdicto bajo los cuales Magnus y Baltasar habían sido colocados por el emperador Federico III y el papa Inocencio VIII fueron entonces rescindidos.
Aparte de estas luchas en su propio país, Magnus también tuvo disputas con príncipes vecinos y con sus vasallos, como era habitual en aquella época, por ejemplo sobre herencias, feudos y disputas fronterizas.  Magnus participaría en batallas o medió entre las partes contendientes. Algunos proyectos pretendían beneficiar la posición económica de sus territorios, como el canal propuesto para conectar el mar Báltico con el Elba y el mar del Norte a través del lago de Schwerin y la mejora de la calidad de las acuñaciones de Mecklemburgo tuvieron que ser postpuestos indefinidamente debido a la falta de fondos.
En 1492, 27 judíos en Sternberg fueron condenados a muerte después de ser acusados de profanar hostias de comunión.  Magnus confirmó el veredicto, y los judíos fueron ejecutados en la hoguera.
En su vida doméstica tuvo el placer de ver dos de sus hijas casarse con príncipes alemanes respetables. Su hija Ana se convirtió en la matriarca de la Casa de Hesse y Sofía asumió el mismo estatus para la línea ernestina de la Casa de Wettin. Después de la muerte de Magnus, su hija menor Catalina logró fama por derecho propio como la madre del famoso duque Mauricio de Sajonia.
Magnus murió el 20 de noviembre de 1503 en Wismar y fue más tarde enterrado en la abadía de Doberan.

## Matrimonio y descendencia
Magnus II se casó con Sofía de Pomerania-Stettin. Con ella tuvo los siguientes hijos:
- Enrique V, el Apacible, (1479-1552), duque de Mecklemburgo-Schwerin; se casó tres veces. Primero, el 12 de diciembre de 1505, se casó con Úrsula de Brandeburgo, con quien tuvo descendencia. Se casó por segunda vez, el 12 de junio de 1513, con Elena del Palatinado, con quien también tuvo descendencia. Finalmente, se casó con Úrsula de Sajonia-Lauemburgo, con quien no tuvo descendencia.
- Dorotea de Mecklemburgo (21 de octubre de 1480 - 1 de septiembre de 1537 en Ribnitz), abadesa en el monasterio de Ribnitz desde el 24 de febrero de 1498.
- Sofía, (18 de diciembre de 1481 - 12 de julio de 1503 en Torgau); se casó, el 1 de marzo de 1500, Juan de Sajonia y tuvieron descendencia.
- Erico II, (1483-1508), duque de Mecklemburgo-Schwerin
- Ana de Mecklemburgo-Schwerin, (1485-1525), landgravina de Hesse; se casó primero, el 20 de octubre de 1500, Guillermo II de Hesse, y tuvo descendencia. Se casó después, el 7 de septiembre de 1519, Otón de Solms-Laubach y tuvieron descendencia.
- Catalina de Mecklemburgo, (1487-1561), duquesa de Sajonia; se casó, el 6 de julio de 1512, Enrique V de Sajonia-Meissen, y tuvieron descendencia.
- Alberto VII, el Hermoso (1486-1547), duque de Mecklemburgo-Güstrow; se casó, el 17 de enero de 1524, Ana de Brandeburgo y tuvieron descendencia.